# Fátima (Portugal)
Fátima es una freguesia portuguesa del concelho de Ourém en la sierra de Aire, con 71,29 km² de área y 11 596 habitantes (2011). La densidad es de 162,7 habs./km². La población pertenece a la provincia de Beira Litoral, en el distrito de Santarém y en la región Centro de Portugal, subregión de Medio Tajo. Su fama mundial se debe a las apariciones de la santísima Virgen María en la Cova da Iria reportadas por 3 pastorcitos desde el 13 de mayo hasta el 13 de octubre de 1917.
A nivel eclesiástico, la ciudad de Fátima es simultáneamente sede de diócesis con la ciudad de Leiría. El nombre de la entonces renombrada diócesis de Leiría-Fátima fue atribuido por el papa Juan Pablo II el 13 de mayo de 1984. La única parroquia existente en la ciudad tiene como patrona a Nuestra Señora de los Placeres. La freguesia de la Sierra, como era originalmente conocida, fuera desmembrada de la Colegiada de Ourém en el año 1568.
Debido al Santuario de Nuestra Señora de Fátima, así como la construcción de muchos conventos y monasterios católicos, la ciudad se ha convertido en uno de los más importantes destinos internacionales de peregrinación, recibiendo cerca de seis millones de personas al año.

## Historia

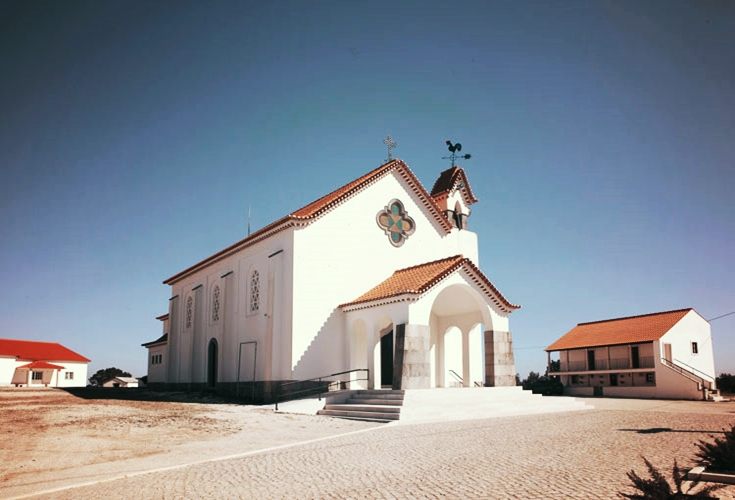
El Santuario de Nuestra Señora de la Ortiga en la parroquia de Fátima.

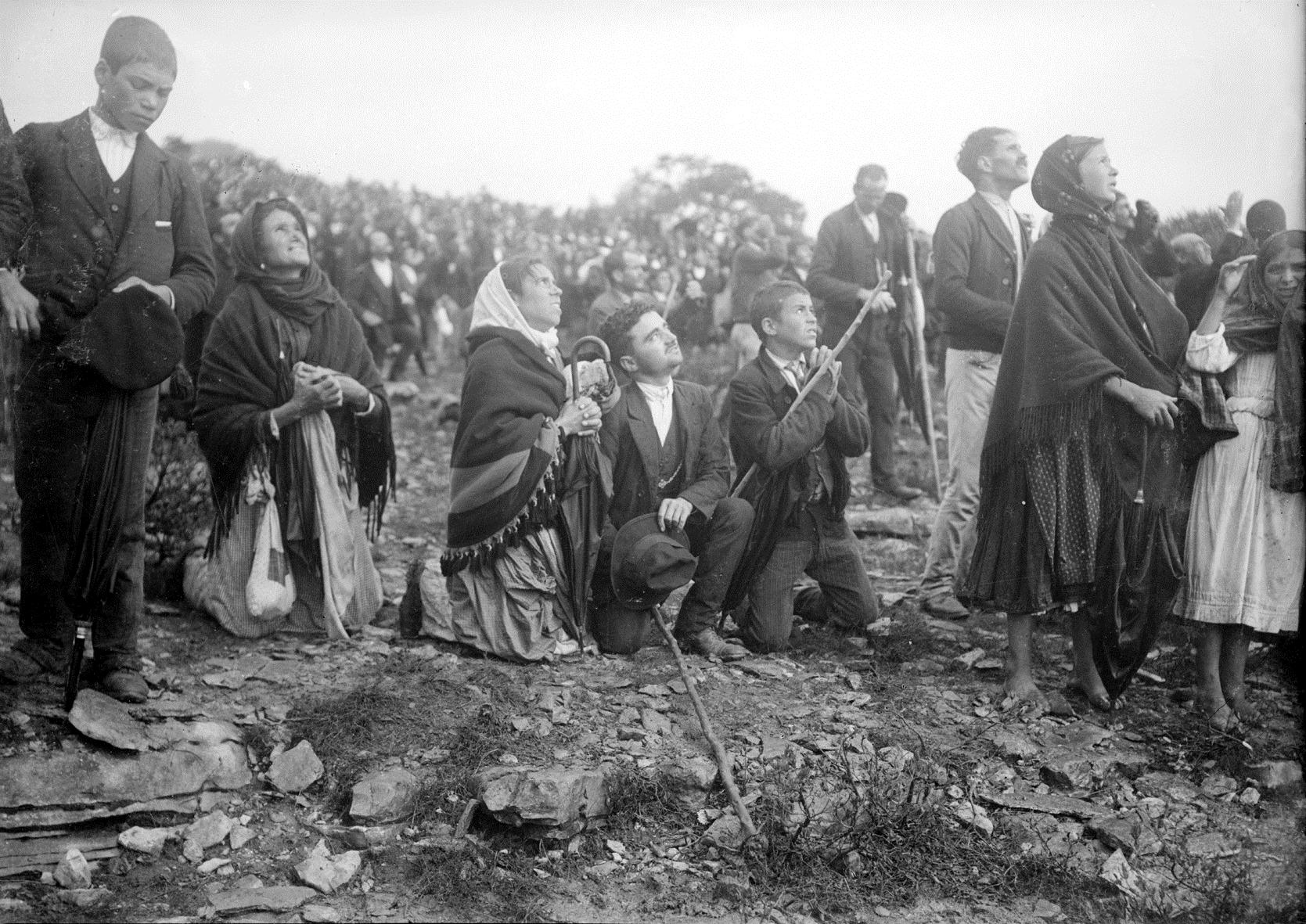
Fotografía del momento del Milagro del Sol, el 13 de octubre de 1917.

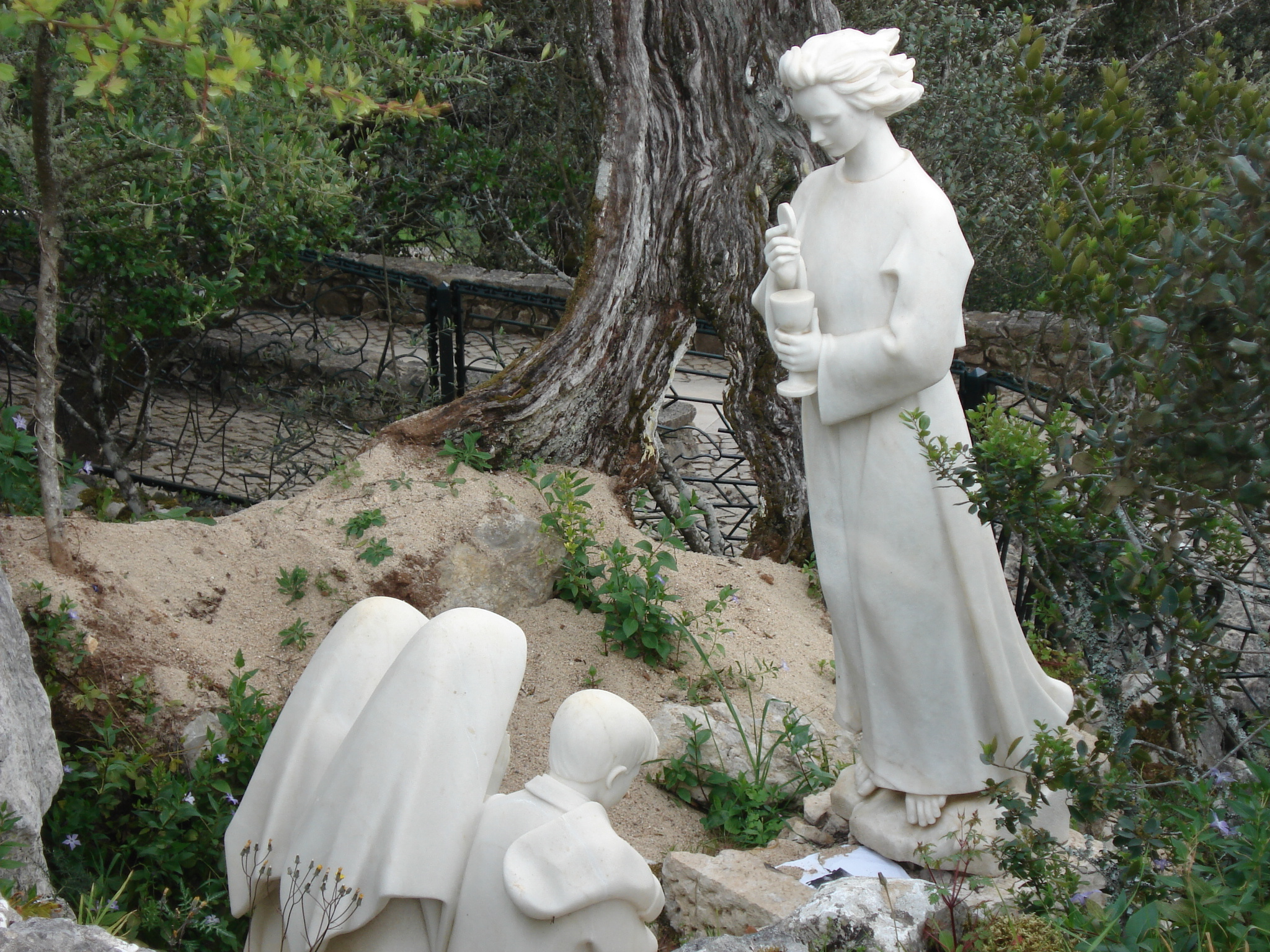
La Loca do Cabeço (o Loca del Ángel de la Paz) en el lugar de su aparición a los tres pastorcitos en los Valinhos.

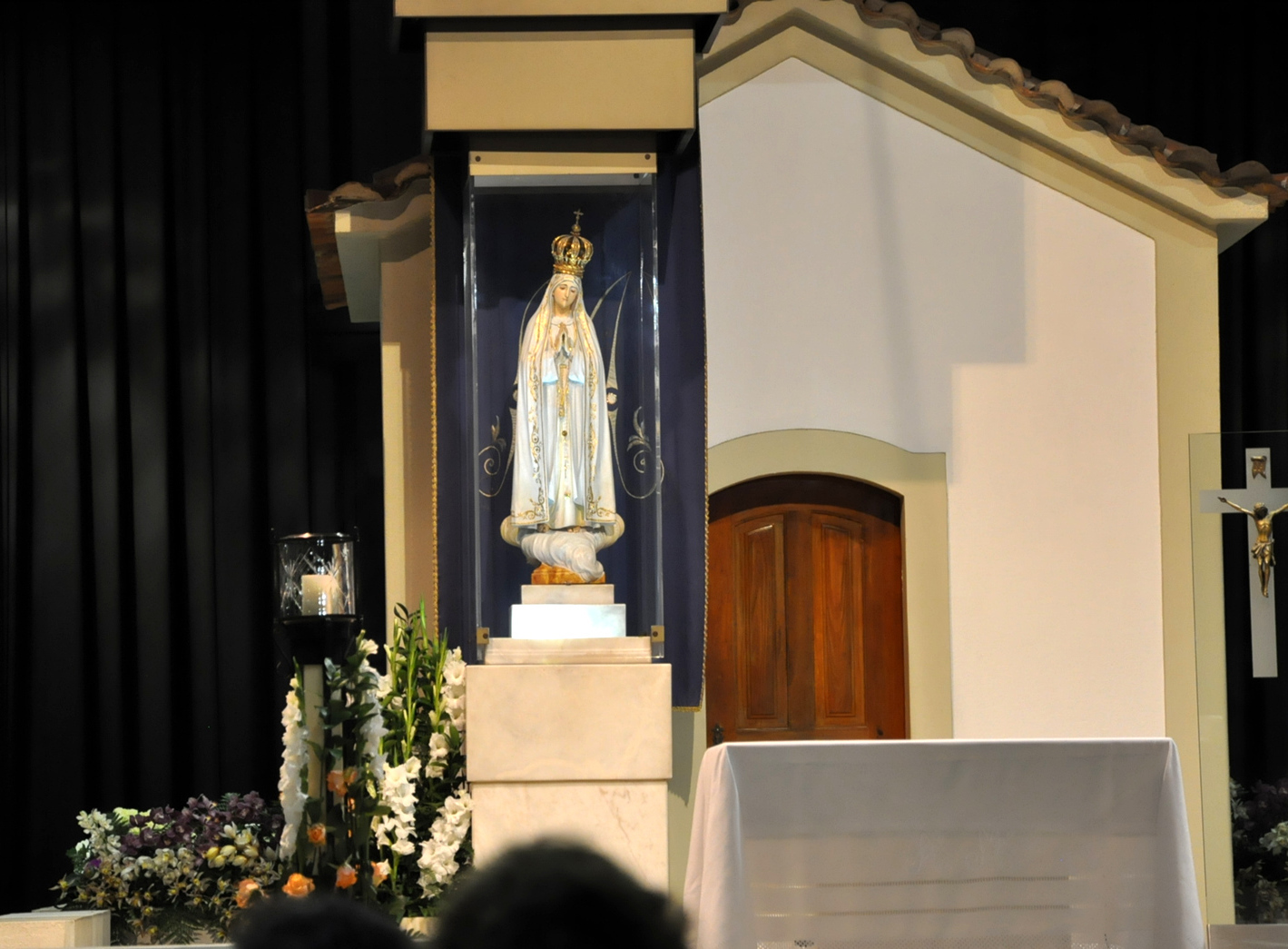
La Capilla de las Apariciones con la imagen de Nuestra Señora de Fátima.

La localidad debe su nombre a la antigua ocupación de los musulmanes en ese territorio, ya que «Fátima» (Fāţimah, Árabe: فاطمة) fue el nombre de la hija preferida de Mahoma. Hay una leyenda no confirmada que el topónimo deriva de una princesa mora local de su nombre Fátima que, después de haber sido capturada por el ejército cristiano durante la Reconquista Cristiana, fue dada en matrimonio a un conde de Ourém. Al haberse convertido a la religión cristiana, fue bautizada recibiendo el nombre de Oriana en 1158. A las tierras serranas, el conde dio el nombre de Tierras de Fátima, en memoria de sus antepasados, y al condado el nombre de Oriana, después llamado de Ourém.
La historia de la ciudad de Fátima está, sobre todo, más asociada al fenómeno de las apariciones de la Virgen María. En primer lugar, hacia el año 1758, Nuestra Señora se apareció a una pequeña pastorita (en el lugar donde hoy se levanta el Santuario de Nuestra Señora de la Ortiga), y, más tarde, ya en el siglo XX, a otros tres niños (conocidos como "Los Tres Pastorcitos"). Lucía dos Santos y sus primos, Francisco y Jacinta Marto, el 13 de mayo de 1917, mientras estaban a apacentar sus ovejas en la Cova da Iria (Cueva de Iria), testimoniaron la aparición de una hermosa Señora vestida de blanco. La Cova da Iria es el lugar donde se sitúa actualmente la Capilla de las Apariciones. La Señora, más tarde conocida como la Virgen del Rosario, aparentaba haber sido enviada por Dios con un mensaje: un llamamiento a la oración, al sacrificio y a la penitencia. Ella visitó a los tres pastorcitos, apareciendo todos los días 13 entre los meses de mayo y octubre de 1917. La última aparición ocurrió el 13 de octubre, y cerca de 70.000 peregrinos testificaron y asistieron al llamado «milagro del Sol».
La Virgen María, en Fátima, trajo un mensaje que consistía en el llamamiento a la oración constante y pidió a los pastorcitos que anunciaran a todos la necesidad de rezar el Santo Rosario todos los días, por la conversión de los pecadores, por la conversión de Rusia y por el Papa. Nuestra Señora les reveló el llamado Secreto de Fátima, el cual fue dividido en tres partes: la visión del infierno donde los pecadores caían por su falta de fe, el anuncio del comienzo de una nueva guerra mundial (confirmó la Segunda Guerra Mundial), y la tercera parte del secreto fue escrito por el vidente Sor Lucía en 1944. Por último, los 13 de mayo de 2000, durante su visita a Portugal, el papa Juan Pablo II, por medio del Secretario de Estado de la Santa Sede, el Cardenal Angelo Sodano, divulgó parte del contenido de la tercera parte del Secreto.
Lucía se convirtió en monja de clausura monástica de la Orden de las Carmelitas Descalzas y recibió, en niña, tres visitas de un ángel en conjunto con los primos. Entre abril y octubre de 1916, el llamado el Ángel de la Paz (o Ángel de Portugal) los invitó a rezar y llamó a la penitencia. El ángel los visitó dos veces en la Loca del Cabeço (en lugar de los Valinhos) y una vez al pie del pozo en el jardín de la casa de los padres de Lucía. Francisco Marto murió en 1919, en su casa, en Aljustrel, y Jacinta Marto murió en 1920, en el Hospital Dona Estefânia, en Lisboa, ambos debido a la neumónica (entre 1918-1920). En el día 13 de mayo de 2000 fueron beatificados por el papa Juan Pablo II, y más tarde canonizados el 13 de mayo de 2017 por el papa Francisco. En el caso de Lucía, ella vivió hasta el año 2005, habiendo fallecido como religiosa carmelita en el Carmelo de Santa Teresa, en Coímbra.

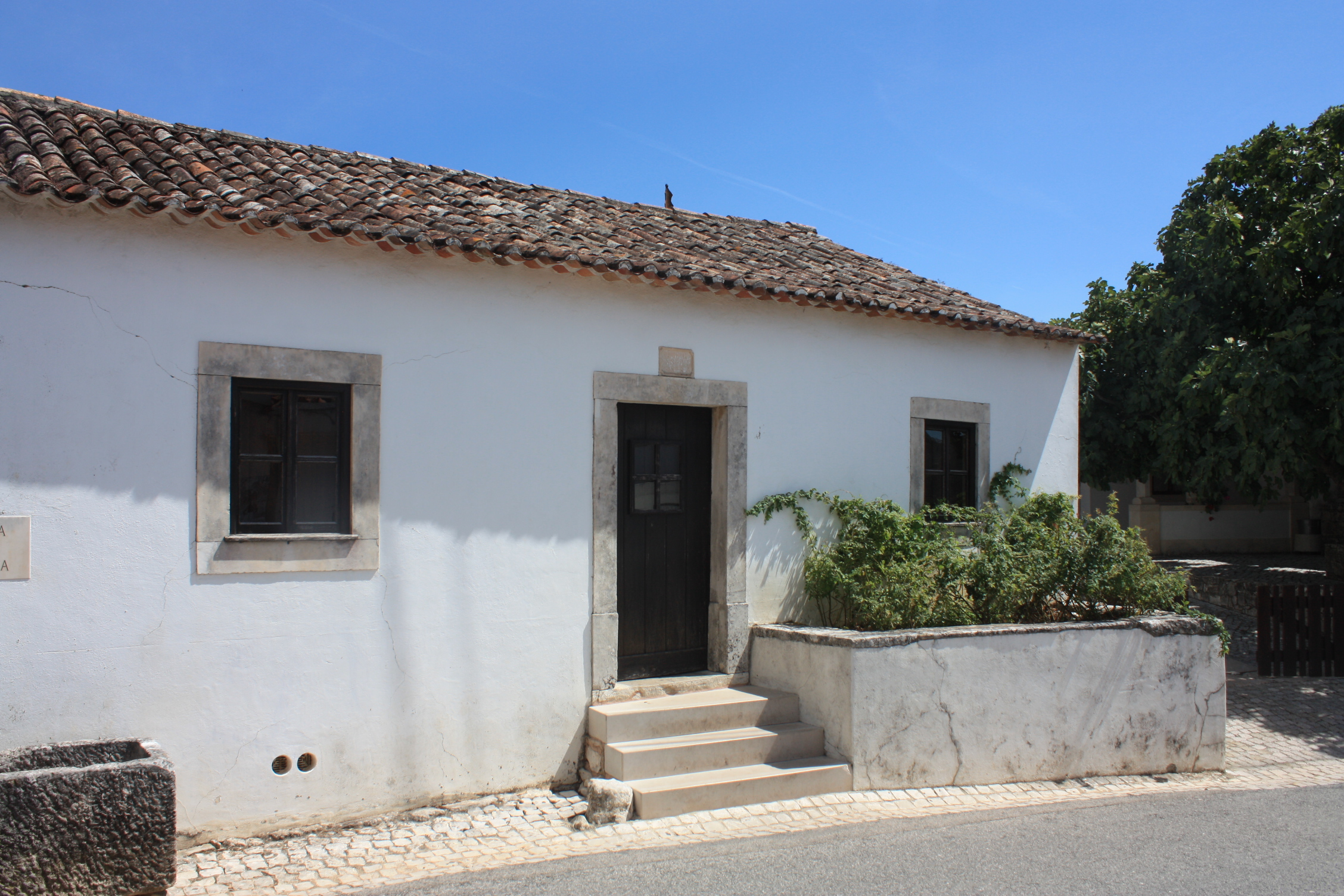
Casa de Lucía en Aljustrel, Fátima.

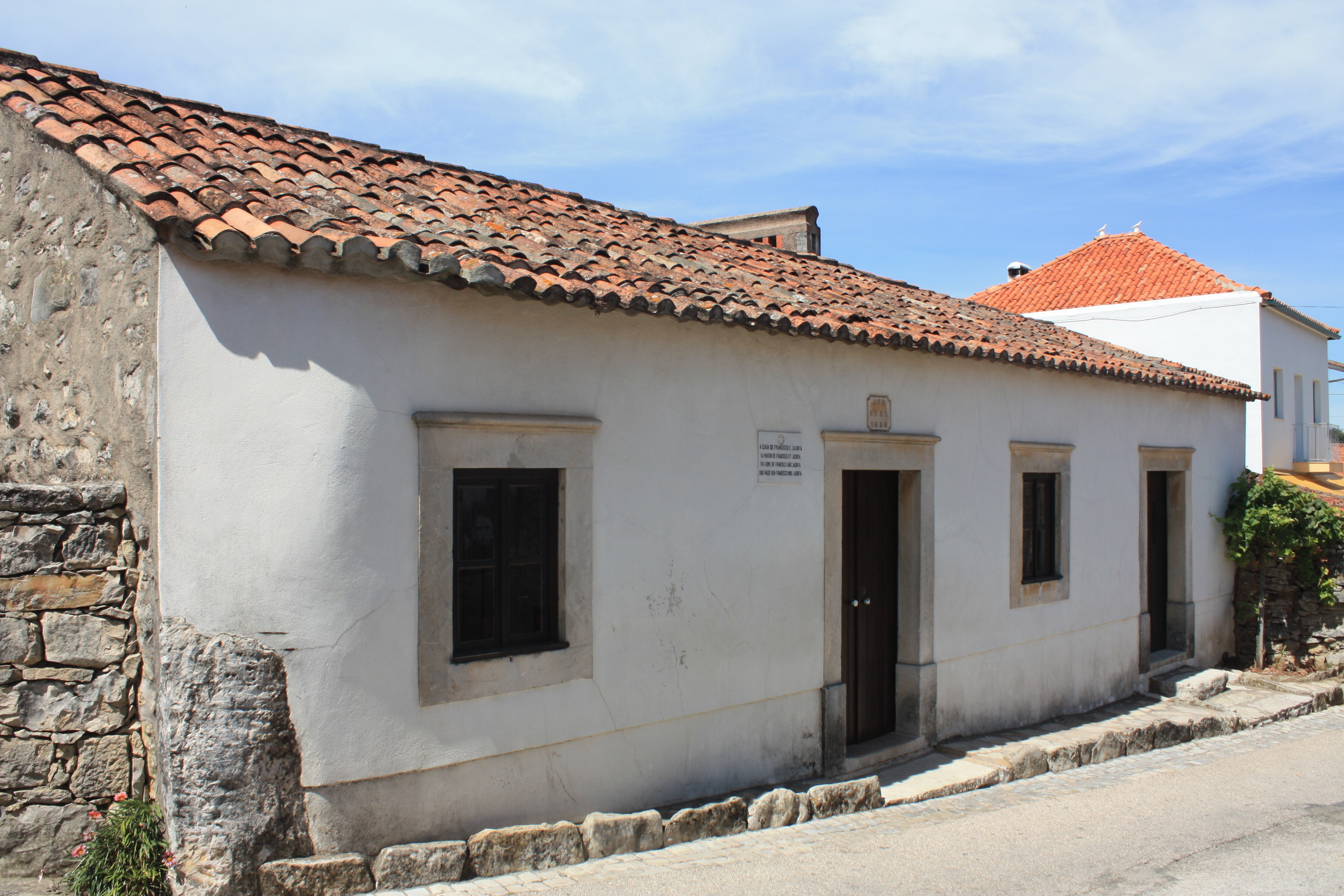
Casa de Francisco y de Jacinta Marto en Aljustrel, Fátima.

Para marcar el sitio de las apariciones de la Virgen María, se construyó un arco de madera con una cruz sobre la encina de la Cova da Iria. Los religiosos – tanto frailes, como monjas – y los laicos luego comenzaron a viajar en peregrinaje al sitio exacto de las apariciones. El 6 de agosto de 1918, con donaciones de los peregrinos, se construyó una capilla pequeña, construida con piedras, piedra caliza y arcilla, con apenas 3,3 metros de largo por 2,8 metros de ancho y 2,85 metros de altura. Fátima rápidamente se convirtió en un importante centro de culto mariano.
A lo largo de los años, con la consolidación del santuario como un importante centro de culto mariano y con la creciente atención dada por papas y otros destacados prelados al Mensaje de Fátima, las peregrinaciones, procesiones y oraciones en el lugar vendrían a crecer enormemente, atrayendo grandes multitudes de todo el mundo. En 2015, el santuario de Fátima acogió a 6 millones y 676 mil visitantes en las 9 948 celebraciones realizadas a lo largo del año con la mayor afluencia de peregrinos a ocurrir durante el mes de mayo.
La construcción del actual Santuario de Nuestra Señora de Fátima, así como la instalación de monasterios y conventos de diversas órdenes y congregaciones religiosas católicas, trajeron un gran desarrollo a la parroquia de Fátima y a toda la región circundante. Fátima fue levantado de pueblo a la ciudad el 12 de julio de 1997. En la actualidad hay miles de peregrinaciones anuales, procedentes de diferentes regiones de Portugal y en el extranjero, que estimulan el sector económico.
Fátima es, anualmente, la ciudad anfitriona de la Corrida y la Caminata por la Paz.

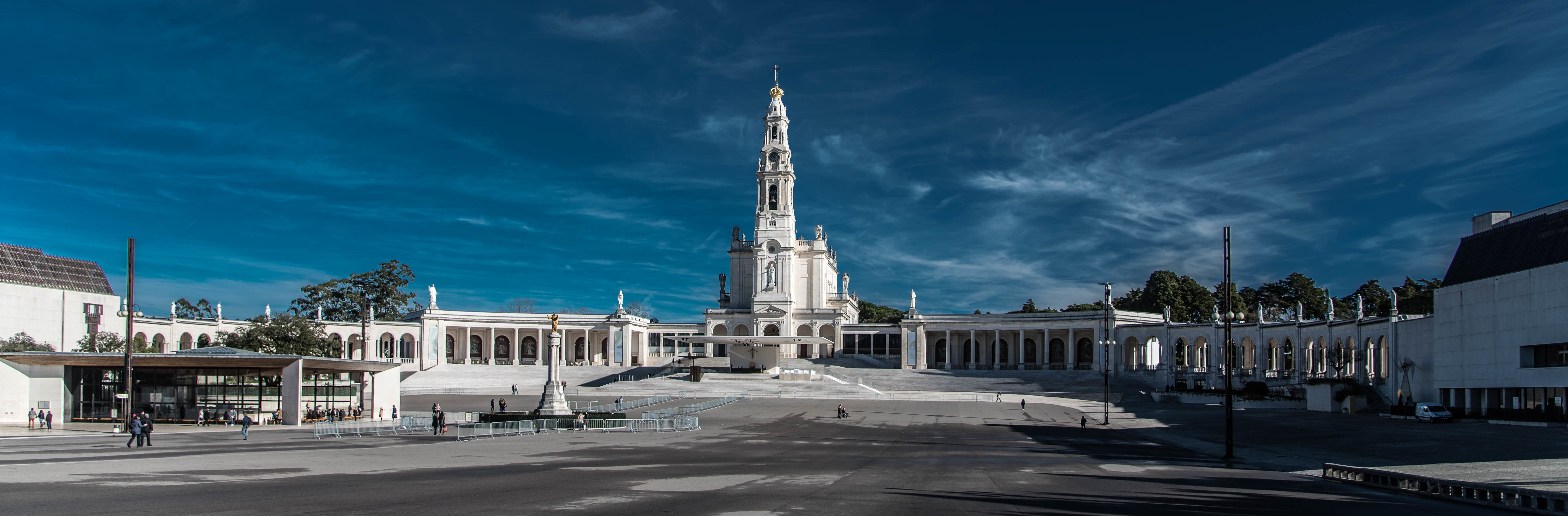
Vista panorámica del Santuario de Fátima (con la Capilla de las Apariciones, el monumento al Sagrado Corazón de Jesús y la Basílica de Nuestra Señora del Rosario)

## Visitas papales

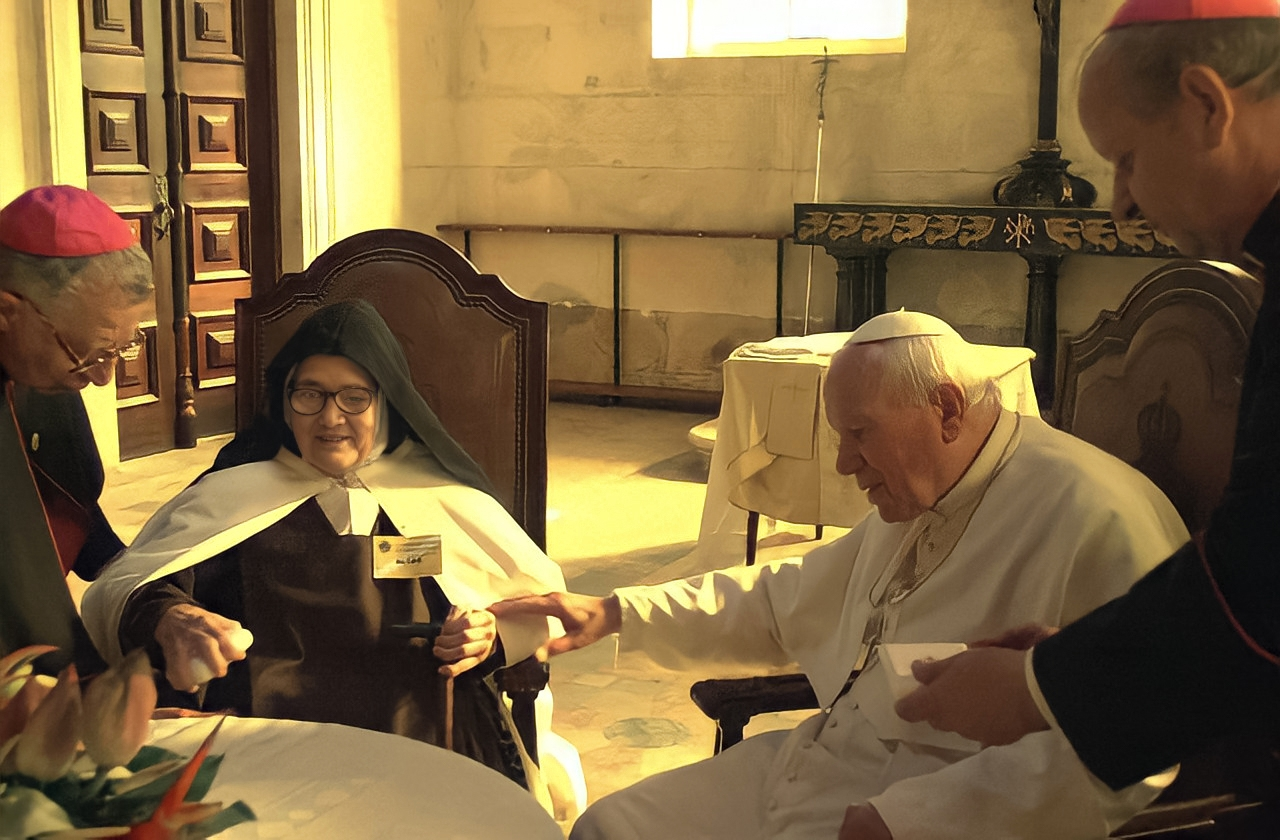
Encuentro de Sor Lucía con el papa Juan Pablo II el 13 de mayo de 2000.

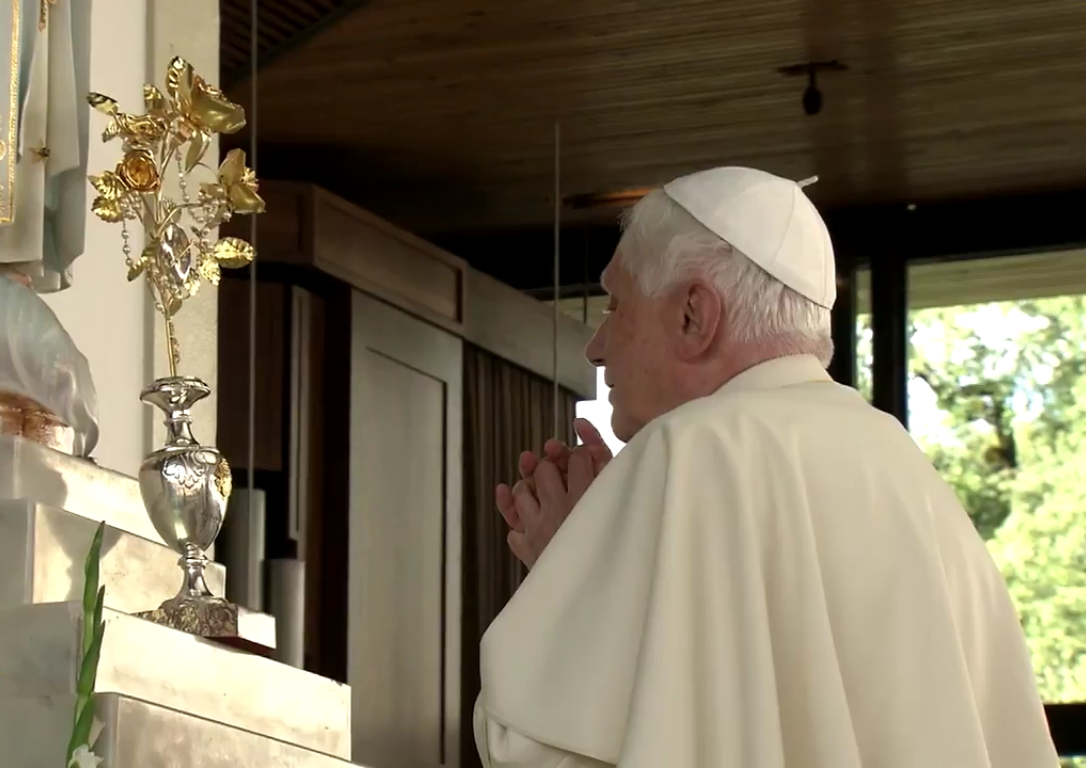
El papa Benedicto XVI en el momento de la entrega la segunda Rosa de Oro a la Virgen de Fátima en mayo de 2010.

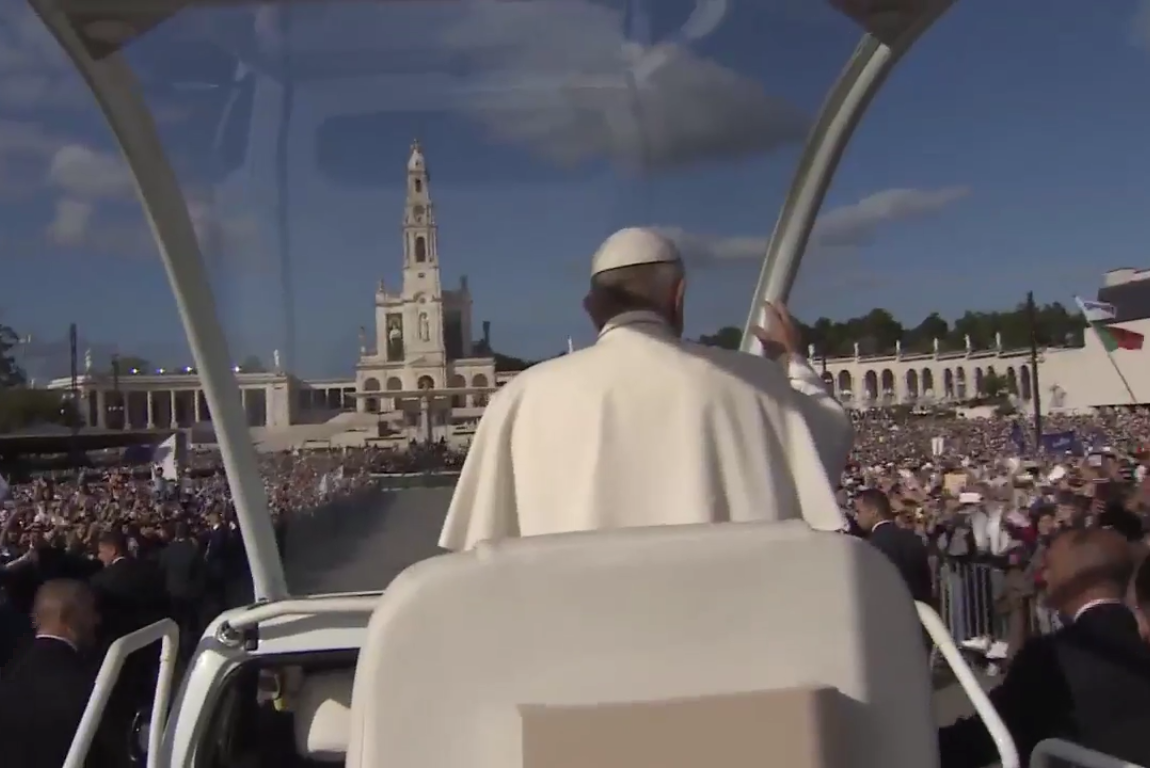
El papa Francisco en Fátima, 2017.

- De mayo de 1967 – El papa Pablo VI (única vez) – en lo que fue la primera visita de un Papa a Portugal. Ofreció la primera Rosa de Oro a la Virgen de Fátima.
- Mayo de 1982 – Papa Juan Pablo II (1.ª vez) – un año después de haber sufrido un atentado en la Plaza de San Pedro, en la Ciudad del Vaticano.
- Mayo de 1991 – Papa Juan Pablo II (2.ª vez) – en la simple calidad de "peregrino de Fátima".
- Mayo de 2000 – Papa Juan Pablo II (3.ª vez) – En el año santo del jubileo del segundo milenio, el papa beatificó a los hermanos Francisco y Jacinta Marto, y consagró el Tercer Milenio (que entonces se iniciaba) al Inmaculado Corazón de María.
- Mayo de 2010 – Papa Benedicto XVI (única vez) – como peregrino y esencialmente para conmemorar el décimo aniversario de la beatificación de Francisco y Jacinta Marto. Ofreció la segunda Rosa de Oro a la Virgen de Fátima.
- Mayo de 2017 – Papa Francisco (1.ª vez) – para conmemorar el 100.º aniversario (Centenario) de las apariciones de Nuestra Señora en Fátima y proceder a la canonización de Francisco y Jacinta Marto. Ofreció la tercera Rosa de Oro a la Virgen de Fátima.
- Agosto de 2023 – Papa Francisco (2.ª vez) – para rezar a la Virgen María en compañía de jóvenes con discapacidad y jóvenes encarcelados. Regresó a Portugal en el contexto de la Jornada Mundial de la Juventud 2023.

## Transporte y localización

### Ubicación

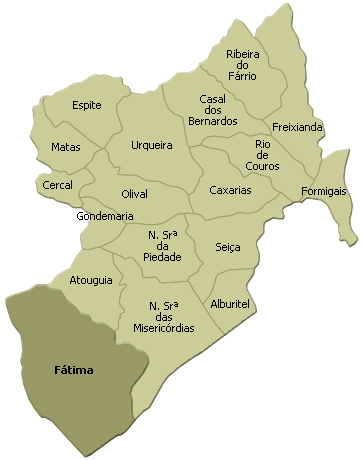
Localización de la freguesia de Fátima en el municipio de Ourém, en Portugal.

Fátima se sitúa en el corazón de la sierra de Aire, a unos 350 metros de altitud, en el Macizo Calcático Estreméno e integrado en el Sistema Montejunto-Estrela. En términos geográficos está en la confluencia de tres antiguas zonas geográficas y administrativamente diferentes: el Ribatejo, la Estremadura y la Beira Litoral. En términos administrativos, sin embargo, por estar integrada en el municipio de Ourém, en el distrito de Santarém, siempre perteneció a la provincia de Beira Litoral, por estar ubicada en el extremo noroeste del distrito. En la actualidad pertenece administrativamente a la Región Centro (o región de las Beiras) de Portugal.

### Clima
La ciudad de Fátima está en la zona de transición entre el clima mediterráneo con influencia oceánica (Csb), típico del litoral oeste, y el clima mediterráneo continentalizado (Csa) típico del interior. Así, el clima de la ciudad de Fátima se caracteriza por veranos calientes, secos y bien soleados, con temperaturas que varían, aproximadamente entre los 30 °C y los 15 °C, e inviernos frescos, húmedos y con temperaturas que varían normalmente entre los 15 °C y los 5 °C. En los últimos años, sin embargo, debido sobre todo a los cambios climáticos, los veranos han alcanzado temperaturas en el orden de los 40 °C y los inviernos temperaturas mínimas negativas.
La caída de nieve puede ocurrir ocasionalmente en inviernos más inestables, aun así con alguna dificultad. Las últimas veces en que nevó en la zona fueron el 27 de febrero de 2016 y de 2013, aunque no se produjo ningún trastorno. En este siglo, nevó también el 10 de enero de 2010 (con poca intensidad), y el 29 de enero de 2006 (con mucha intensidad) cayó un nevado intenso que obligó al corte de la principal autopista del país (A1), entre Santarém y Leiría, y que cubrió todo el lugar de la Cova da Iria, donde se sitúa el Santuario de Fátima, y el lugar de los Valinhos.
| Parámetros climáticos promedio de Fátima, Portugal | Parámetros climáticos promedio de Fátima, Portugal | Parámetros climáticos promedio de Fátima, Portugal | Parámetros climáticos promedio de Fátima, Portugal | Parámetros climáticos promedio de Fátima, Portugal | Parámetros climáticos promedio de Fátima, Portugal | Parámetros climáticos promedio de Fátima, Portugal | Parámetros climáticos promedio de Fátima, Portugal | Parámetros climáticos promedio de Fátima, Portugal | Parámetros climáticos promedio de Fátima, Portugal | Parámetros climáticos promedio de Fátima, Portugal | Parámetros climáticos promedio de Fátima, Portugal | Parámetros climáticos promedio de Fátima, Portugal | Parámetros climáticos promedio de Fátima, Portugal |
| Mes                                                | Ene.                                               | Feb.                                               | Mar.                                               | Abr.                                               | May.                                               | Jun.                                               | Jul.                                               | Ago.                                               | Sep.                                               | Oct.                                               | Nov.                                               | Dic.                                               | Anual                                              |
| -------------------------------------------------- | -------------------------------------------------- | -------------------------------------------------- | -------------------------------------------------- | -------------------------------------------------- | -------------------------------------------------- | -------------------------------------------------- | -------------------------------------------------- | -------------------------------------------------- | -------------------------------------------------- | -------------------------------------------------- | -------------------------------------------------- | -------------------------------------------------- | -------------------------------------------------- |
| Temp. máx. abs. (°C)                               | 22.3                                               | 23.2                                               | 28.0                                               | 27.9                                               | 31.1                                               | 31.0                                               | 32.0                                               | 32.0                                               | 35.9                                               | 34.2                                               | 28.3                                               | 24.8                                               | 30.6                                               |
| Temp. máx. media (°C)                              | 13.5                                               | 14.8                                               | 16.8                                               | 17.7                                               | 19.4                                               | 22.8                                               | 25.0                                               | 25.0                                               | 23.7                                               | 20.4                                               | 16.8                                               | 14.4                                               | 19.2                                               |
| Temp. media (°C)                                   | 9.3                                                | 10.4                                               | 11.9                                               | 13.2                                               | 15.2                                               | 18.3                                               | 20.2                                               | 20.1                                               | 18.9                                               | 16.0                                               | 12.6                                               | 10.6                                               | 14.7                                               |
| Temp. mín. media (°C)                              | 5.0                                                | 5.9                                                | 7.1                                                | 8.6                                                | 11.0                                               | 13.8                                               | 15.5                                               | 15.2                                               | 14.1                                               | 11.5                                               | 8.3                                                | 6.8                                                | 10.2                                               |
| Temp. mín. abs. (°C)                               | -3.3                                               | -2.8                                               | -1.3                                               | 0.1                                                | 2.6                                                | 5.6                                                | 9.5                                                | 8.0                                                | 5.5                                                | 1.4                                                | -0.3                                               | -1.2                                               | -3.3                                               |
| Precipitación total (mm)                           | 157.6                                              | 139.7                                              | 89.9                                               | 115.6                                              | 97.6                                               | 46.0                                               | 18.3                                               | 26.7                                               | 71.0                                               | 138.0                                              | 158.4                                              | 194.7                                              | 1253.5                                             |
| Días de precipitaciones (≥ 1 mm)                   | 17                                                 | 16                                                 | 15                                                 | 14                                                 | 13                                                 | 9                                                  | 6                                                  | 5                                                  | 8                                                  | 14                                                 | 15                                                 | 15                                                 | 147                                                |
| Horas de sol                                       | 124.0                                              | 130.0                                              | 192.2                                              | 216.0                                              | 257.3                                              | 273.0                                              | 306.9                                              | 294.5                                              | 225.0                                              | 182.9                                              | 138.0                                              | 124.0                                              | 2463.8                                             |
| Fuente: Instituto Português do Mar e da Atmósfera. |                                                    |                                                    |                                                    |                                                    |                                                    |                                                    |                                                    |                                                    |                                                    |                                                    |                                                    |                                                    |                                                    |

### Los transportes

#### Transporte por carretera

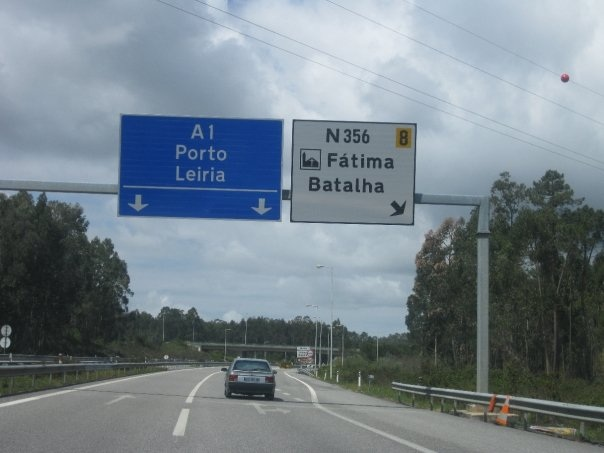
Entrada de la autopista A1 en Fátima.

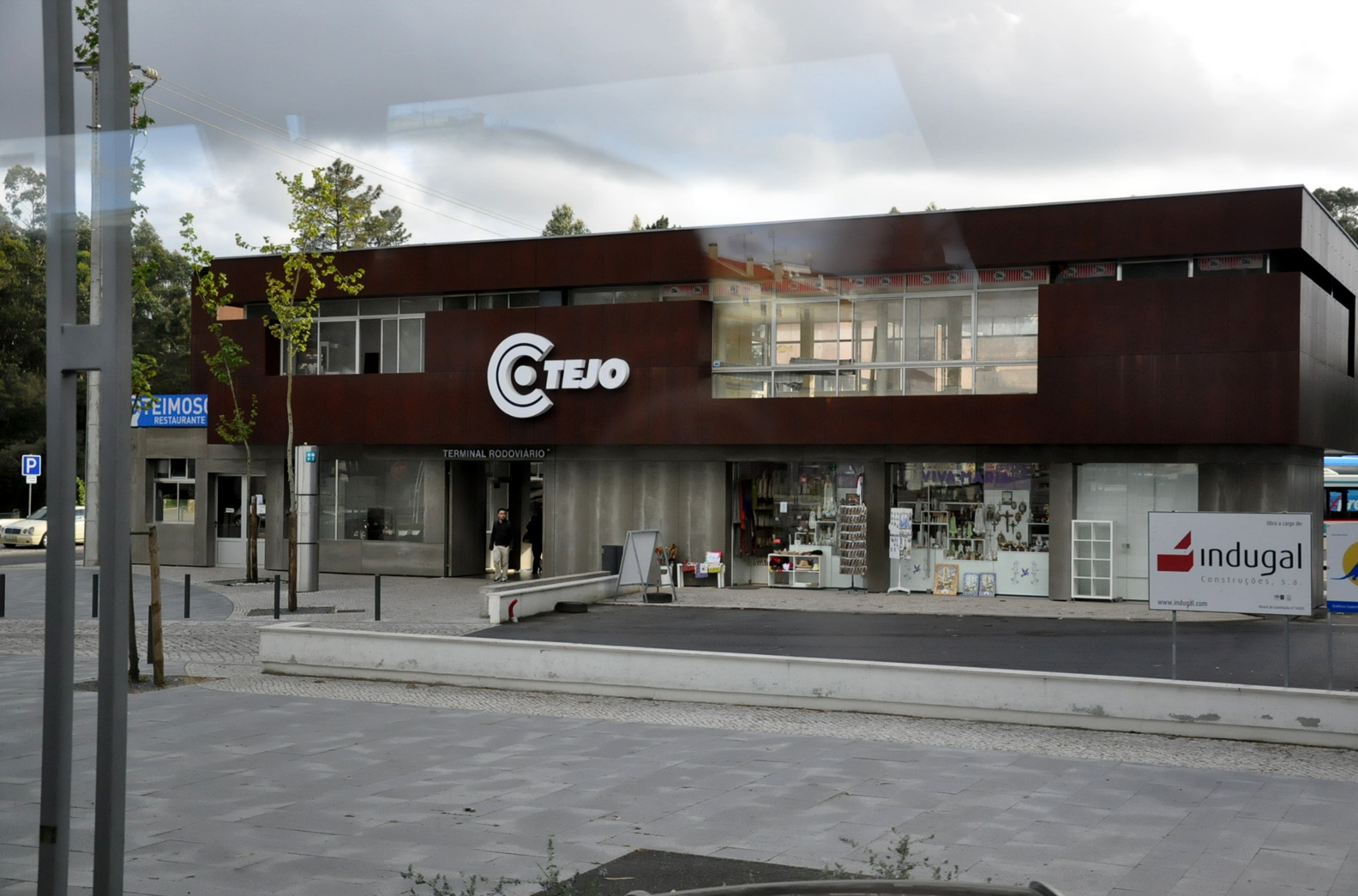
El centro de autobuses de Fátima.

El transporte por carretera es, de todos, los que más fácilmente permite un acceso a la zona central de la ciudad de Fátima. La parroquia es atravesada por la autopista A1, la principal carretera portuguesa que une Lisboa a Oporto, que tiene una salida que permite alcanzar el santuario mariano y el centro de Fátima en menos de cinco minutos. Fátima es igualmente servida por otra vía rápida, el IC9, que, conecta Nazaré a Ponte de Sor y atraviesa los municipios de Alcobaça, Batalha, Porto de Mós, Leiría, Torres Novas, Tomar, Abrantes y Ponte de Sor.
A nivel de transporte público por carretera, hay una estación de autobuses cerca del santuario que es operado principalmente por la Red Expressos, con conexiones frecuentes desde Lisboa y Oporto, así como otros lugares como Braga, Braganza, Vila Real, Viana do Castelo, Viseu, Coímbra, Faro, Santarém, entre otras y, ocasionalmente de España y hasta de Francia (esta mayoritariamente en agosto debido a los peregrinos tanto turistas como emigrantes).

#### Transporte ferroviario
Fátima no es servido por cualquier estación de tren. Aunque en la Línea del Norte existe una estación con ese nombre (actual Estación Ferroviaria de Chão de Maçãs-Fátima), la misma está situada a 22 km al este del centro de la parroquia, ya en el municipio vecino de Tomar, parroquia de la Sabacheira. El municipio de Ourém es atravesado por esa misma línea pero, en otras freguesias. La estación de tren más cercana en el kilometraje de Fátima es la Estación de Caxarias, a unos 18 km al nordeste, servido por Intercidades (CP) Lisboa-Oporto, Lisboa-Guimarães y Lisboa-Guarda. De esa estación, en la parada de un Intercidades, parte un servicio de carreteras hacia el centro de Fátima.

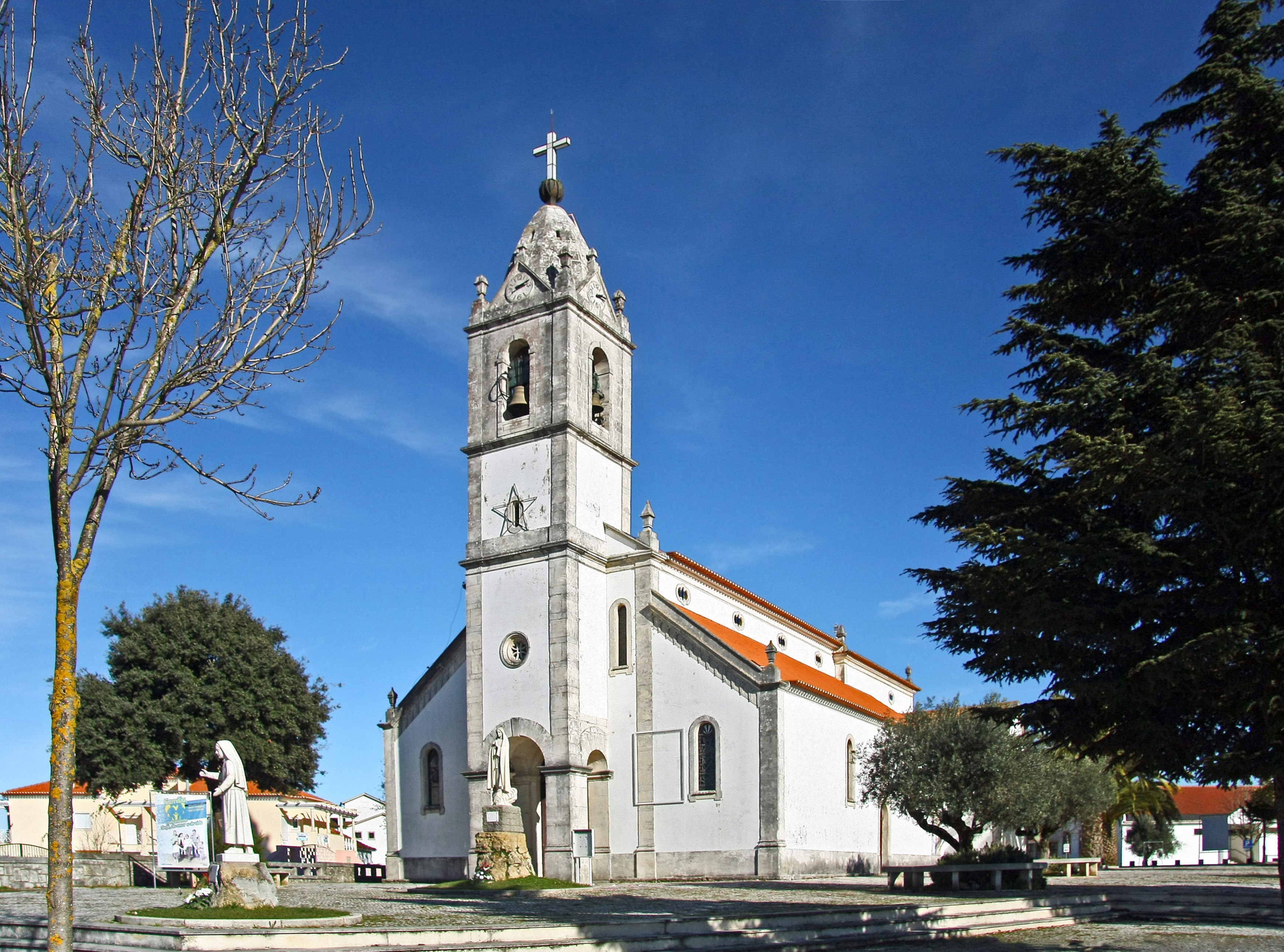
La Iglesia Parroquial de Fátima.

#### Transporte aéreo
Fátima es servida por un aeropuerto con pista de aterrizaje, que se encuentra a 4 km del estadio de fútbol y actual a unos 10 km del santuario, que es utilizado por la Protección Civil para la lucha contra los incendios forestales y también se utiliza durante las visitas oficiales del Papa a Portugal, por lo general después de que el atierra en el Aeropuerto Humberto Delgado en Lisboa (fue el caso del Papa Juan Pablo II en 1982, 1991 y 2000 y del Papa Benedicto XVI en 2010). En 2017, excepcionalmente, la visita del Papa Francisco se hizo del uso de la Base Aérea de Monte Real para el estadio de fútbol de Fátima. El nivel de la aviación civil es también el aeropuerto de Lisboa el más cercano de la ciudad de Fátima, pues se encuentra a unos 115 km al sur. Algunas carreras de autobuses de la Red Expresos tienen enlaces directamente a Fátima desde el aeropuerto de Lisboa.

## Distancias

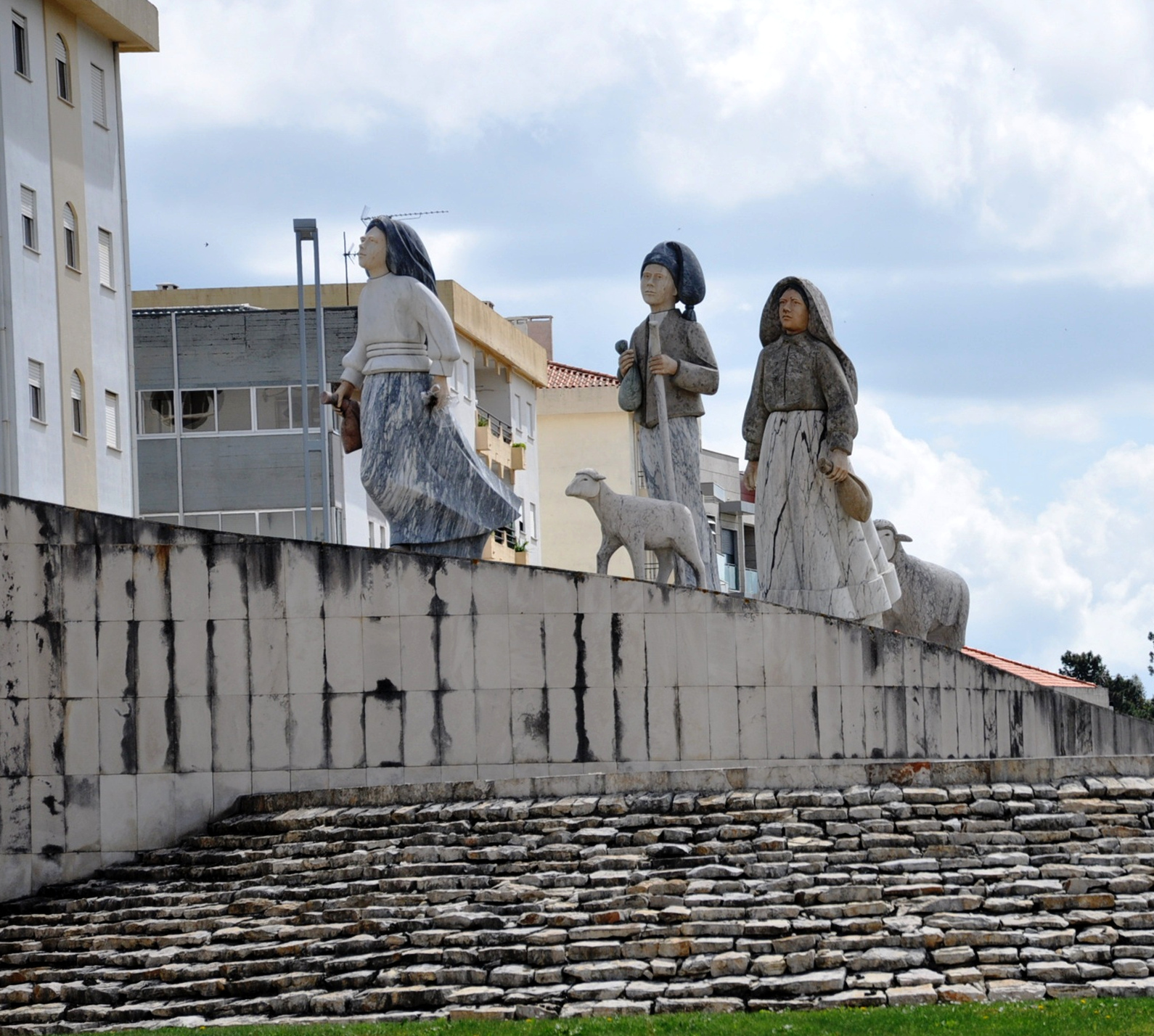
Monumento a los tres pastorcitos de Fátima (en la Rotonda Sur de Fátima)

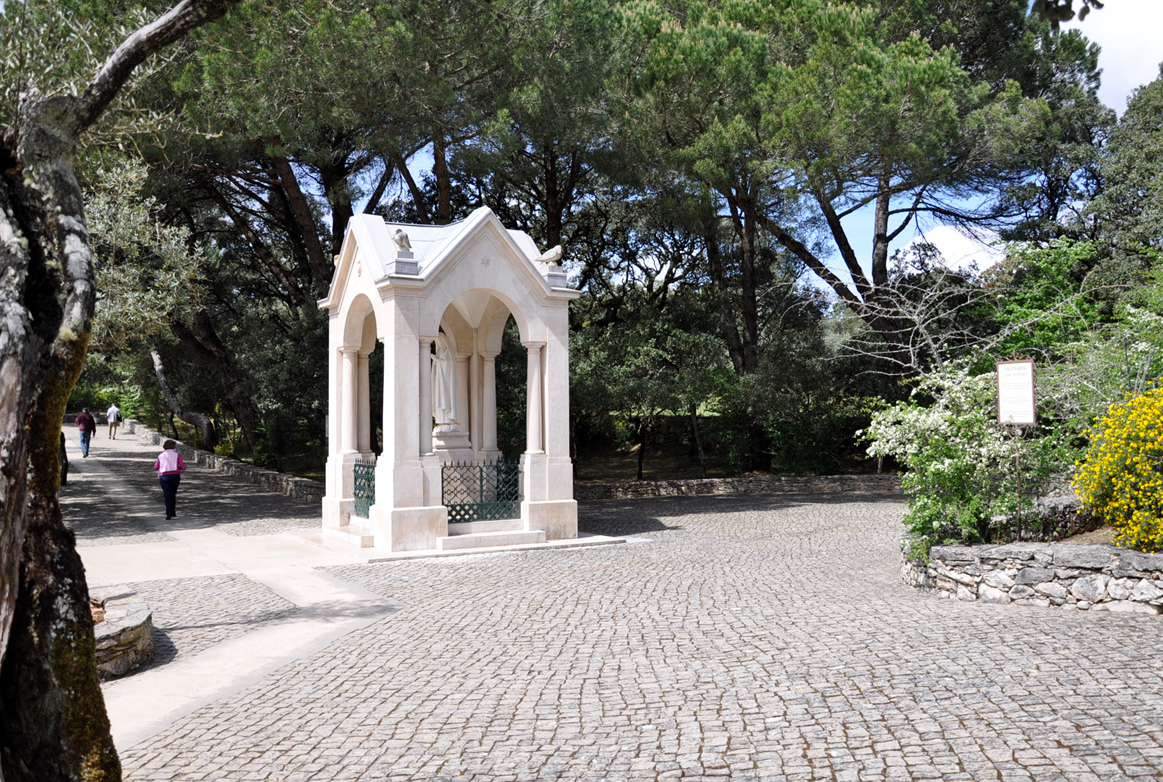
Valinhos, otro local de aparición de la Santísima Virgen María en Fátima

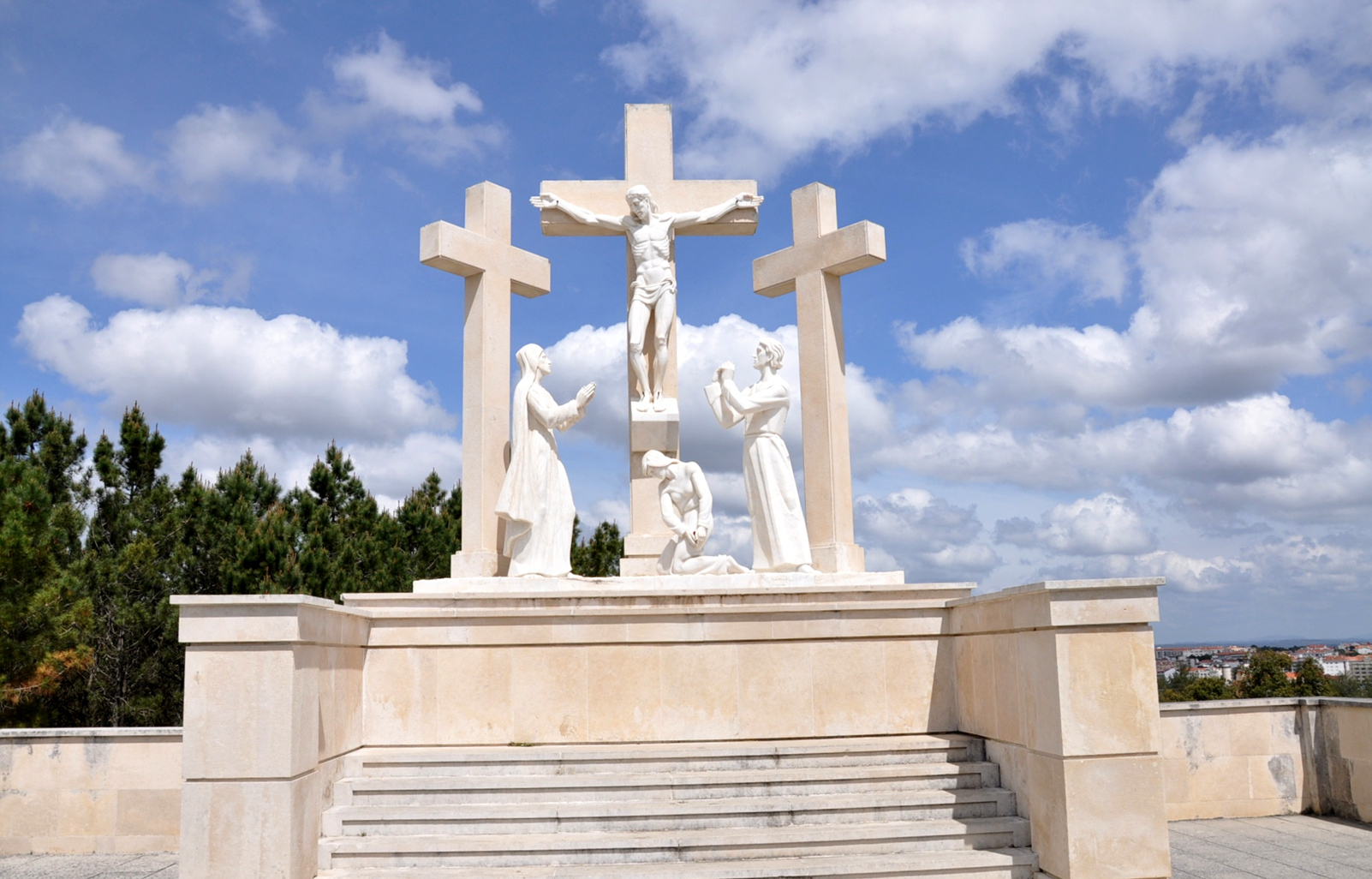
El Calvario Húngaro en Fátima

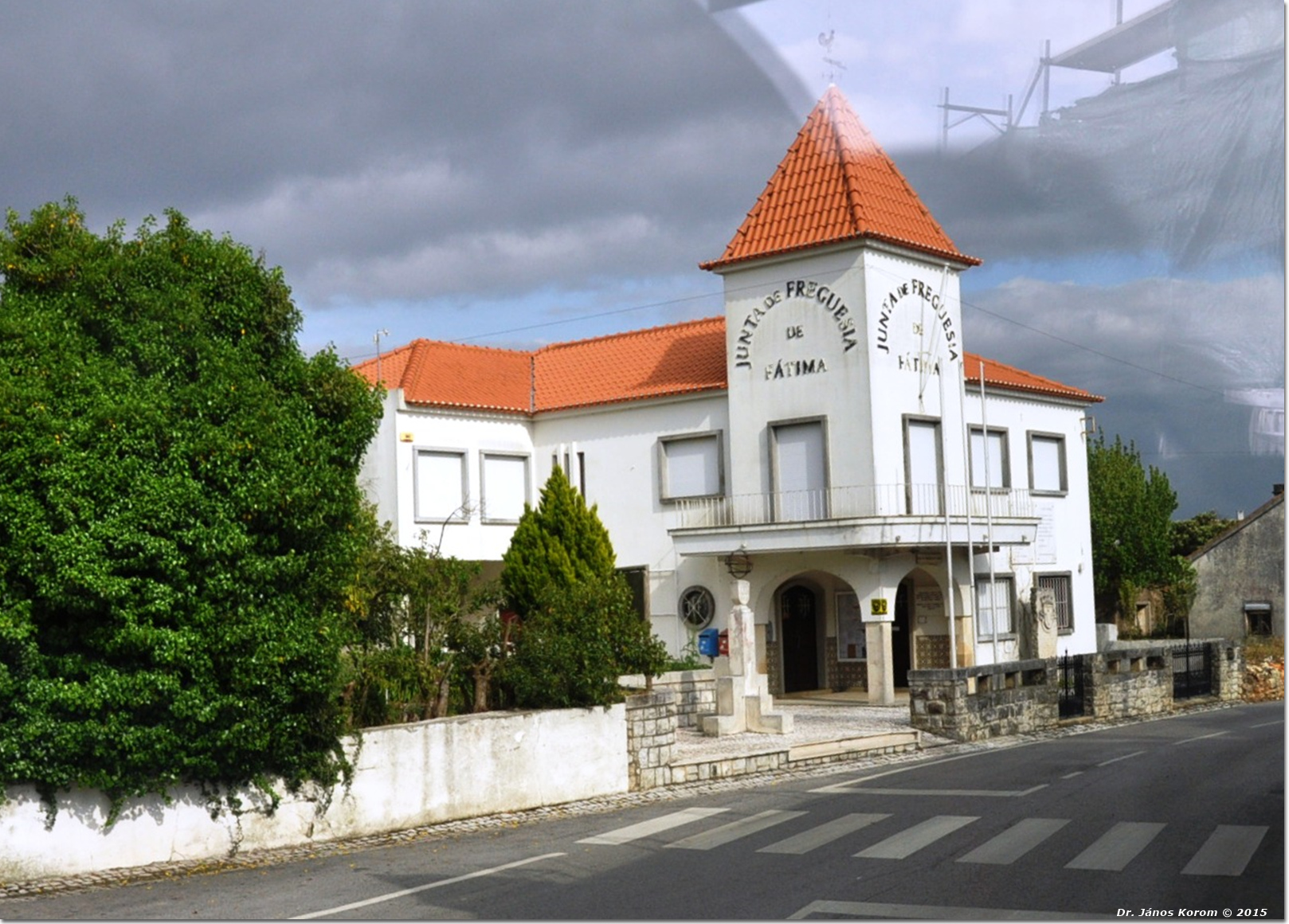
Edificio de la junta de freguesia cerca de la iglesia parroquial de Fátima

Distancias desde otros centros nacionales importantes:
- Lisboa – 125 km
- Almada – 137 km
- Porto – 194 km
- Coímbra – 85 km
- Faro – 365 km
- Leiría (sede de la diócesis) – 25 km
- Santarém (capital del distrito) – 60 km
- Ourém (sede del municipio) – 13 km

## Patrimonio
- Santuario de Fátima
- Capilla de las Apariciones

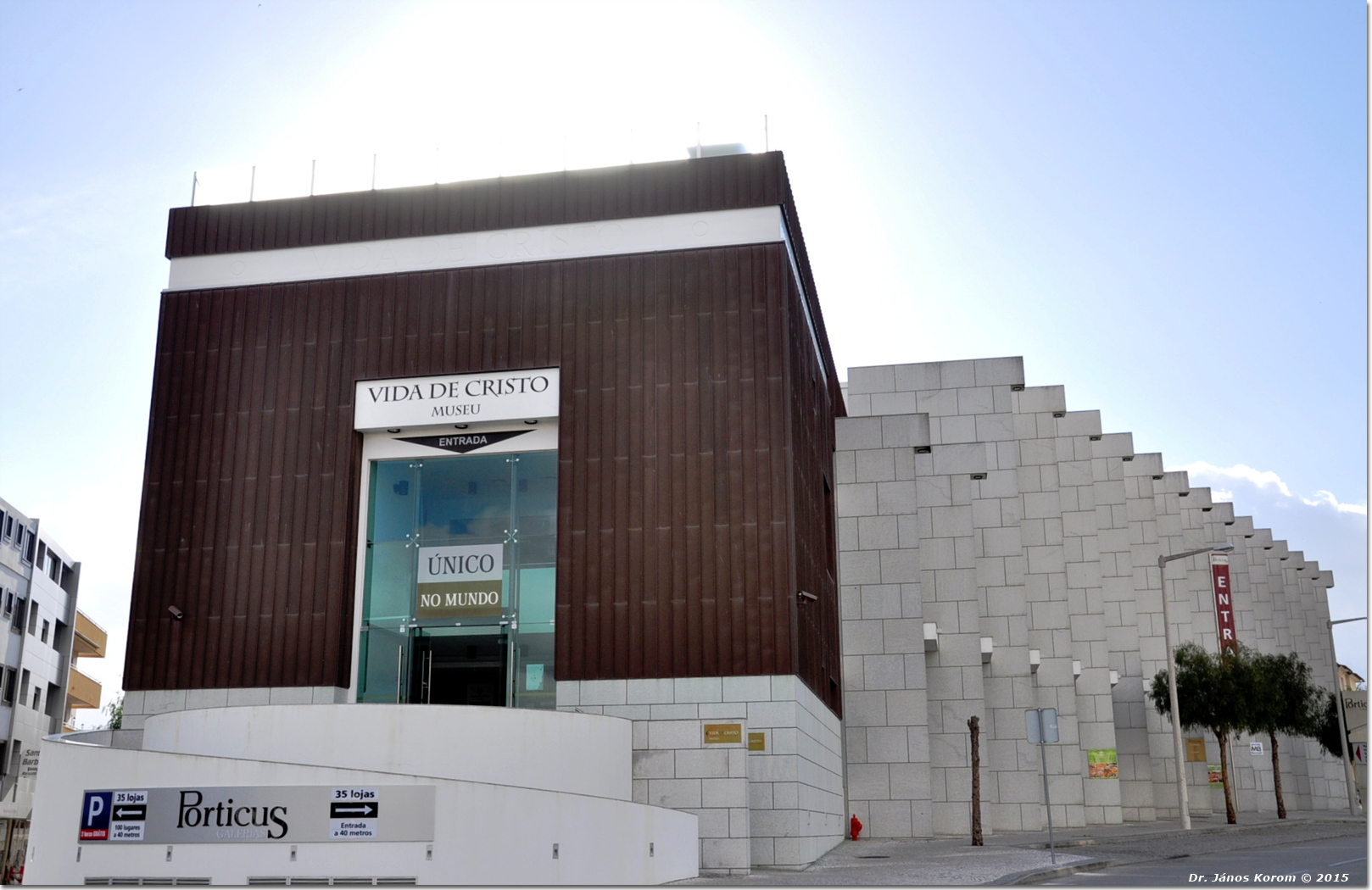
El Museo Vida de Cristo en Fátima

- Basílica de Nuestra Señora del Rosario
- Basílica de la Santísima Trinidad
- Carmelo de San José
- Monumento a los Tres Pastorcitos
- Vía Crucis de los Valinhos y Calvario Húngaro
- Loca del Cabeço / Ángel de la Paz
- Casa-Museo de Aljustrel
- Casas de los Pastorcitos de Fátima
- Iglesia Parroquial de Fátima
- Cuevas de la Moneda
- Huellas de dinosaurio de la Sierra de Aire
- Molinos de Fazarga
- Monasterio Pío XII
- Museo de Cera de Fátima
- Museo de Arte Sacro y Etnología
- Museo Vida de Cristo
- Santuario de Nuestra Señora de la Ortiga